# 麦氏犀鳕
麦氏犀鳕（学名：Bregmaceros macclellandii）为輻鰭魚綱鱈形目犀鳕科犀鳕属的鱼类，在中国，分布于东海南部如浙江大陈岛到台湾东港、广东东南澳、广西北海市及海南岛等，另分布東印度洋至泰國南部，属于热带及亚热带温水性远洋及较深海区上层小浮鱼类，深度0-2000公尺，體長可達9.6公分，會進行洄游，以浮游生物為食，生活習性不明，可做為食用魚。该物种的模式产地在恒河河口区。